# Yasmin Levy
Yasmin Levy (în ebraică יסמין לוי) n. 23 decembrie 1975, Ierusalim, Israel, este o cântăreață și compozitoare israeliană de muzică iudeo-spaniolă.

## Date personale
Yasmin Levy s-a născut pe 23 decembrie 1975, în Baka, Ierusalim. Este de origine evreiască sefardă. Părinții ei erau imigranți din Turcia.
Tatăl ei, Yitzhak Isaac Levy (1919–1977), a fost compozitor și chazan (cantor), precum și un cercetător pionier în istoria muzicii și culturii ladino a evreilor din Spania și a diasporei acestora, fiind editorul revistei în limba ladino Aki Yerushalayim. A murit când Yasmin avea doar un an, însă ea îl consideră una dintre cele mai mari influențe muzicale în cariera ei.

## Carieră
Yasmin Levy a adus o nouă interpretare cântecului medieval iudeo-spaniol (ladino), combinând sunete mai „moderne” de flamenco andaluz și muzică tradițională turcească, precum și instrumente precum darbuka, oud, vioară, violoncel și pian.
Albumul ei de debut a fost Romance & Yasmin, urmat de cel de-al doilea album La Judería. Pe cel de-al doilea album, La Judería, a interpretat melodiile „Gracias a la Vida” de Violeta Parra și „Nací en Álamo”, după versiunea originală din filmul Vengo, regizat de Tony Gatlif.
Yasmin Levy este ambasador al bunăvoinței pentru organizația de caritate „Children of Peace”.

## Distincții
În 2006, Yasmin Levy a fost nominalizată la categoria „Culture Crossing” pentru World Music Awars acordate de fRoots (revistă de muzică folk) / BBC Radio 3.
În 2008, i-a fost acordat Pemiul Fundației Euro-Mediteraneene Anna Lindh pentru promovarea dialogului intercultural între muzicieni din trei culturi.
The Sunday Times a inclus albumul Sentir în Topul 100 de albume din 2009 și în Top 10 World Music ale anului.

## Discografie

### Albume
- 2004: Romance & Yasmin
- 2005: La Judería
- 2006: Live la Turnul lui David, Ierusalim
- 2007: Mano Suave
- 2009: Sentir
- 2012: Libertad
- 2014: Tango
- 2017: Rak Od Layla Echad (Just one more night)
- 2021: Voice & Piano

### Single-uri incluse în coloana sonoră
- 2011: „Jaco”, pentru filmul documentar My Sweet Canary
- 2011: „Una Pastora”, pentru filmul documentar My Sweet Canary

### Colaborări
- 2008: Tzur Mishelo Achalnu, pentru Avoda Ivrit 2, alături de Shlomo Bar
- 2010: Tzur Mishelo Achalnu, pentru Kol HaNeshama, alături de Shlomo Bar
- 2012: Yigdal, pentru Yehuda Halevi Pinat Ibn Gabirol - „The Collection”